# ستاره‌ای انتخاب کن
ستاره‌ای انتخاب کن (انگلیسی: Pick a Star) یک فیلم موزیکال کمدی آمریکایی است که در سال ۱۹۳۷ منتشر شد.

## بازیگران
- پتسی کلی
- جک هالی
- روزینا لارنس
- میشا آور
- چارلز هالتون
- راسل هیکس
- اسپنسر چارترز
- جویس کامپتون
- جیمز فینلیسون
- والتر لانگ
- وسلی بری
- استن لورل
- اولیور هاردی
- جک هیل
- چارلز اِی. باکمن
- جانی آرتور
- راسل وید
- فلیکس نایت
- کالی ریچاردز
- لیدا روبرتی
- رابرت گلکلر